# Mognéville
Mognéville és un municipi francès situat al departament del Mosa i a la regió del Gran Est. L'any 2007 tenia 403 habitants.

## Demografia

### Població
El 2007 la població de fet de Mognéville era de 403 persones. Hi havia 162 famílies, de les quals 40 eren unipersonals (16 homes vivint sols i 24 dones vivint soles), 51 parelles sense fills, 59 parelles amb fills i 12 famílies monoparentals amb fills.
La població ha evolucionat segons el següent gràfic:
Habitants censats

### Habitatges
El 2007 hi havia 170 habitatges, 164 eren l'habitatge principal de la família, 5 eren segones residències i 2 estaven desocupats. 163 eren cases i 6 eren apartaments. Dels 164 habitatges principals, 108 estaven ocupats pels seus propietaris, 50 estaven llogats i ocupats pels llogaters i 6 estaven cedits a títol gratuït; 1 tenia una cambra, 2 en tenien dues, 27 en tenien tres, 50 en tenien quatre i 83 en tenien cinc o més. 133 habitatges disposaven pel capbaix d'una plaça de pàrquing. A 78 habitatges hi havia un automòbil i a 72 n'hi havia dos o més.

### Piràmide de població
La piràmide de població per edats i sexe el 2009 era:
| Homes | Edats   | Dones |
| ----- | ------- | ----- |
| 0     | 95 o +  | 0     |
| 0     | 90 a 94 | 0     |
| 0     | 85 a 89 | 4     |
| 0     | 80 a 84 | 0     |
| 4     | 75 a 79 | 12    |
| 8     | 70 a 74 | 20    |
| 8     | 65 a 69 | 4     |
| 20    | 60 a 64 | 8     |
| 8     | 55 a 59 | 4     |
| 16    | 50 a 54 | 20    |
| 16    | 45 a 49 | 16    |
| 12    | 40 a 44 | 20    |
| 24    | 35 a 39 | 16    |
| 16    | 30 a 34 | 16    |
| 12    | 25 a 29 | 8     |
| 12    | 20 a 24 | 8     |
| 12    | 15 a 19 | 8     |
| 8     | 10 a 14 | 28    |
| 12    | 5 a 9   | 4     |
| 4     | 0 a 4   | 8     |

## Economia
El 2007 la població en edat de treballar era de 262 persones, 187 eren actives i 75 eren inactives. De les 187 persones actives 164 estaven ocupades (91 homes i 73 dones) i 23 estaven aturades (12 homes i 11 dones). De les 75 persones inactives 20 estaven jubilades, 27 estaven estudiant i 28 estaven classificades com a «altres inactius».

### Ingressos
El 2009 a Mognéville hi havia 165 unitats fiscals que integraven 399,5 persones, la mediana anual d'ingressos fiscals per persona era de 16.672 €.

### Activitats econòmiques
Dels 12 establiments que hi havia el 2007, 2 eren d'empreses de fabricació d'altres productes industrials, 5 d'empreses de construcció, 1 d'una empresa de comerç i reparació d'automòbils, 2 d'empreses de transport, 1 d'una empresa immobiliària i 1 d'una empresa de serveis.
Dels 7 establiments de servei als particulars que hi havia el 2009, 1 era una oficina de correu, 1 taller de reparació d'automòbils i de material agrícola, 1 paleta i 4 fusteries.
L'únic establiment comercial que hi havia el 2009 era una gran superfície de material de bricolatge.
L'any 2000 a Mognéville hi havia 5 explotacions agrícoles.

## Poblacions més properes
El següent diagrama mostra les poblacions més properes.